# Gaultheria lanigera
Gaultheria lanigera är en ljungväxtart som beskrevs av William Jackson Hooker. Gaultheria lanigera ingår i släktet Gaultheria och familjen ljungväxter. Utöver nominatformen finns också underarten G. l. rufolanata.